# Коутс, Кен
Кен Коутс (Кен Коатс; англ. Ken Coates; 16 сентября 1930, Лик, Стаффордшир — 27 июня 2010, Мэтлок, Дербишир) — британский политический деятель левого толка, писатель и публицист. Возглавлял Фонд мира Бертрана Рассела и являлся редактором журнала фонда «The Spokesman». Член Европарламента с 1989 по 1999 год.

## Биография
Коутс Кен получил степень бакалавра и доктора наук в Университете Британской Колумбии, а степень магистра — в Университете Манитобы. Будучи членом британской Молодёжной коммунистической лиги, Коутс избрал работу шахтёра в Ноттингемшире вместо военного призыва на войну в Малайе, которую вела в то время Великобритания. Он вступил в Коммунистическую партию Великобритании, но покинул её после раскола между Сталиным и Тито, которому Коутс симпатизировал. После советского вторжения в Венгрию в 1956 году Коутс и Пэт Джордан стали центральными фигурами в группе, с интересом относившейся к троцкизму. После участия в пятом мировом конгрессе Четвёртого интернационала в 1958 году Коутс и Джордан со своими сторонниками учредили Международную группу, превратившуюся затем в Международную марксистскую группу.
Коутс играл важную роль в Институте рабочего контроля, кампании солидарности с Вьетнамом, движении Европейское ядерное разоружение (European Nuclear Disarmament), Фонде мира Бертрана Рассела и Независимой трудовой сети. С 1989 по 1999 год был членом Европарламента от Лейбористской партии. В течение пяти лет занимал пост президента подкомитета Европарламента по правам человека. Сейчас Кен Коутс является профессором Департамента обучения взрослых Университета Ноттингема. На парламентских выборах в Шотландии 2007 года Коутс выступил с поддержкой Шотландской национальной партии. Коутс являлся членом экспертного совета ведущего левого журнала на территории бывшей Югославии «Novi Plamen».
Автор «Эссе о социалистическом гуманизме» («Essays on Socialist Humanism»). Автор и редактор многих других книг по политической философии, демократическому и гуманистическому социализму, социальным и экономическим проблемам, мире, разоружении, а также демократии и правах человека. Его книга «Дело Николая Бухарина» («The Case of Nikolai Bukharin», Nottingham: Spokesman, 1978) о жизни и деятельности этого лидера большевистской партии.

## Книги, написанные Кеном Коутсом или в соавторстве с ним
- A Future for British Socialism?, The Centre for Socialist Education
- Beyond the Bulldozer, ISBN 0-902031-43-0, Spokesman Books 1980
- Confessions of a terrorist, ISBN 0-85124-678-8, Spokesman Books 2003
- Empire no more, ISBN 0-85124-694-X
- Essays on Industrial Democracy, Spokesman Books
- From Tom Paine To Guantanamo, ISBN 0-85124-702-4
- Poverty: The Forgotten Englishmen, Harmondsworth. Penguin. ISBN 0-14-052280-8
- The New Unionism: the case for worker’s control, Penguin Books, 1974. ISBN 0-14-021811-4
- Trade Union Register, Merlin Press 1969
- Trade unions and politics, ISBN 0-631-13753-X, Basil Blackwell, Oxford
- Trade Unions in Britain, ISBN 0-00-686121-0, Fontana Press May 12, 1988
- Workers' Control: A Book of Readings and Witnesses for Workers' Control
- Workers' Control: Another World Is Possible, ISBN 0-85124-682-6, Spokesman